# Monomorium musicum
Monomorium musicum är en myrart som beskrevs av Auguste-Henri Forel 1910. Monomorium musicum ingår i släktet Monomorium och familjen myror. Inga underarter finns listade i Catalogue of Life.